# Parada de Tibães
Parada de Tibães é uma povoação portuguesa do Município de Braga que foi sede da extinta Freguesia de Parada de Tibães, freguesia que tinha 1,88 km² de área e 1 249 habitantes (2011), e, por isso, uma densidade populacional de 664,4 hab/km².
A Freguesia de Parada de Tibães foi extinta em 2013, no âmbito de uma reforma administrativa nacional, tendo sido agregada às freguesias de São Paio de Merelim e Panóias, para formar uma nova freguesia denominada União das Freguesias de Merelim (São Paio), Panóias e Parada de Tibães com a sede em São Paio de Merelim.

## População
| População da freguesia de Parada de Tibães (1864 – 2011) | População da freguesia de Parada de Tibães (1864 – 2011) | População da freguesia de Parada de Tibães (1864 – 2011) | População da freguesia de Parada de Tibães (1864 – 2011) | População da freguesia de Parada de Tibães (1864 – 2011) | População da freguesia de Parada de Tibães (1864 – 2011) | População da freguesia de Parada de Tibães (1864 – 2011) | População da freguesia de Parada de Tibães (1864 – 2011) | População da freguesia de Parada de Tibães (1864 – 2011) | População da freguesia de Parada de Tibães (1864 – 2011) | População da freguesia de Parada de Tibães (1864 – 2011) | População da freguesia de Parada de Tibães (1864 – 2011) | População da freguesia de Parada de Tibães (1864 – 2011) | População da freguesia de Parada de Tibães (1864 – 2011) | População da freguesia de Parada de Tibães (1864 – 2011) |
| -------------------------------------------------------- | -------------------------------------------------------- | -------------------------------------------------------- | -------------------------------------------------------- | -------------------------------------------------------- | -------------------------------------------------------- | -------------------------------------------------------- | -------------------------------------------------------- | -------------------------------------------------------- | -------------------------------------------------------- | -------------------------------------------------------- | -------------------------------------------------------- | -------------------------------------------------------- | -------------------------------------------------------- | -------------------------------------------------------- |
| 1864                                                     | 1878                                                     | 1890                                                     | 1900                                                     | 1911                                                     | 1920                                                     | 1930                                                     | 1940                                                     | 1950                                                     | 1960                                                     | 1970                                                     | 1981                                                     | 1991                                                     | 2001                                                     | 2011                                                     |
| 285                                                      | 318                                                      | 349                                                      | 353                                                      | 394                                                      | 359                                                      | 420                                                      | 481                                                      | 476                                                      | 523                                                      | 577                                                      | 738                                                      | 743                                                      | 798                                                      | 1 249                                                    |